# نيل سيغل
نيل سيغل (بالإنجليزية: Neil Siegel)‏ هو عالم حاسوب ومهندس أمريكي، ولد في 19 فبراير 1954. هو الأخ غير الشقيق للممثل جاك بلاك من جهة الأم جوديث لوف كوهن.